# Alijansa masona Europe
Alijansa masona Europe (fran. Alliance Maçonnique Européenne, engl. European Massonic Alliance), skraćeno AME / EMA, je međunarodna slobodnozidarska i nevladina organizacija koja okuplja velike lože u Europi. Upisana je u Registar transparentnosti Europske komisije. Više puta godišnje održava sastanke s predsjednikom Europske komisije kao i sa zastupnicima u Europskom parlamentu. 

## Svrha
Alijansa djeluje na usavršavanju čovječanstva i na izgradnji Europe na načelima sekularizma, poštovanju vrijednosti mira, slobode, jednakosti, solidarnosti, odgovornosti i prije svega bratstva. Načela i vrijednosti čine temelj za stvaranje Europske unije. Prenosi i promiče vrijednosti i principe slobodnog zidarstva, osobito slobodu savjesti i misli kao neotuđiva prava.

## Povijest
Alijansa je od 17. srpnja 2015. godine upisana u Registar transparentnosti Europske komisije.

## Ustroj
Sjedište Alijansa masona Europe je u Bruxellesu, Belgija.

### Članstvo
U rujnu 2024. godine Alijansa okuplja 35 velike lože u 15 europskih država:
- Veliki orijent Austrije
- Belgijska federacija "Le Droit Humain"
- Konfederacija loža "Lithos"
- Velika loža Belgije
- Velika ženska loža Belgije
- Veliki orijent Belgije
- Francuska federacija "Le Droit Humain"
- Velika nacionalna mješovita loža
- Velika mješovita loža Francuske
- Velika opća mješovita loža
- Velika loža Francuske
- Velika simbolička loža Primitivnog škotskog obreda
- Velika ženska loža Francuske
- Federacija Memfisa-Mizraima
- Velika mješovita loža za Memfis-Mizraim
- Međunarodni masonski red "Delphi"
- Veliki najuzvišeniji orijent Grčke
- Velika nacionalna loža Hrvatske
- Velika loža Italije
- Velika ženska masonska loža Italije
- Veliki orijent Luksemburga
- Velika mješovita loža Nizozemske
- Veliki orijent Poljske
- Portugalska federacija "Le Droit Humain"
- Velika simbolička loža Luzitanije
- Velika simbolička loža Portugala
- Velika ženska loža Portugala
- Veliki orijent Luzitanije
- Veliki orijent Rumunjske
- Veliki orijent Slovenije
- Španjolska federacija "Le Droit Humain"
- Velika simbolička loža Španjolske
- Velika ženska loža Španjolske
- Veliki orijent Švicarske
- Velika liberalna loža Turske

#### Bivše članice
Tijekom godina u članstvu bile su i:
- Velika liberalna loža Austrije
- Velika neovisna i suverena loža ujedinjenih obreda
- Veliki orijent Francuske (2012. – 2024.)
- Talijanska federacija "Le Droit Humain"
- Veliki orijent Mađarske
- Velika ženska loža Turske

## Vanjske poveznice
- Službena stranica